# Denise Hanke
Denise Hanke (ur. 31 sierpnia 1989 w Berlinie) – niemiecka siatkarka, grająca na pozycji rozgrywającej. Wicemistrzyni Europy z 2013. W sezonie 2014/2015 była zawodniczką Impelu Wrocław. Po ukończeniu sezonu 2019/2020 postanowiła zakończyć siatkarską karierę.

## Sukcesy klubowe
Mistrzostwo Niemiec:
- 2009, 2011, 2012, 2013, 2017, 2018
- 2019
- 2010, 2016

Puchar Niemiec:
- 2012, 2013, 2019

Mistrzostwo Turcji:
- 2014

Superpuchar Niemiec:
- 2017, 2018, 2019

## Sukcesy reprezentacyjne
Grand Prix:
- 2009

Liga Europejska:
- 2013

Mistrzostwa Europy:
- 2013

## Nagrody indywidualne
- 2013: Najlepsza serwująca Ligi Europejskiej[4]